# Штандарт президента Придністровської Молдавської Республіки

Штандарт президента Придністровської Молдавської Республіки

Штандарт Президента Придністровської Молдавської Республіки — один із символів влади Президента Придністровської Молдавської Республіки.

## Опис
Штандарт (прапор) Президента Придністровської Молдавської Республіки являє собою квадратне полотнище червоного кольору з горизонтально розташованою смугою зеленого кольору на всю довжину полотнища, шириною в одну четверту ширини полотнища.
У центрі полотнища розташовано зображення державного герба Придністровської Молдавської Республіки.
Полотнище облямовано золотою бахромою. На держаку Штандарту (прапора) кріпиться скоба з вигравійованими прізвищем, ім'ям та по батькові Президента Придністровської Молдавської Республіки.
Держак Штандарта (прапора) увінчано металевим навершям у вигляді списа з серпом і молотом і зіркою над ними. Біля основи навершення кріпиться шнур з китицями.

## Порядок використання
Місцезнаходженням оригіналу Штандарта (прапора) Президента Придністров'я є кабінет Президента Придністровської Молдавської Республіки в м. Тирасполь.
Дублікат штандарта Президента Придністровської Молдавської Республіки підіймається над резиденцією Президента в м. Тирасполь, над іншими резиденціями, під час перебування президента ПМР дублікат штандарту встановлюється і підіймається над транспортним засобом Президента Придністровської Молдавської Республіки.